# Кебир-Джами
Кеби́р-Джами́ (крымскотат. Kebir Cami, Кебир Джами) — соборная пятничная мечеть в Симферополе. Является главной пятничной мечетью Крыма, резиденцией муфтия и Духовного управления мусульман Крыма. Мечеть расположена на улице Курчатова. Является старейшим зданием Симферополя.

## История

### Основание
Кебир-Джами, являющаяся старейшим зданием в Симферополе, была построена Хаджи Абдурахим-Беком в 1508 году, на дарованной крымским ханом Менгли I Гераем земле. Об этом свидетельствует надпись на портале храма, сохранившаяся до наших дней. Считается, что город Акмесджит (что в переводе на русский язык означает «Белая мечеть»), ныне Симферополь, также получил своё название от названия мечети.
Однако в начале 1990-х годов, во время проведения реставрационных работ, была обнаружена строительная доска, в тексте которой датой освящения мечети назван 914 год (1502 год) от Хиджры по исламскому календарю. При этом имя зодчего на строительной доске не упоминается. Надпись на арабском языке гласит: «Эта мечеть была построена во славу могущества хана Менгли I Герая, да простит Аллах все грехи его самого и его детей, в месяц мухаррам в год девятьсот четырнадцатый».

### Возрождение
На протяжении многих лет мечеть подверглась реконструкции несколько раз. После Второй мировой войны Кебир-Джами была в запущенном состоянии. В течение нескольких лет мечеть использовалась в качестве переплётной мастерской. После возвращения крымских татар из депортации началось возрождение старой мечети. В 1989 году мечеть была возвращена мусульманской общине. Реконструкция началась в конце октября 1991 года.
Первым муфтием после этого стал хаджи Сейтджелил Ибрагимов, который обучался в медресе Бухары. В 1991 году переехал в Крым и стал имамом симферопольской мечети Кебир-Джами.
Первая конференция мусульман Крыма, в работе которой приняли участие делегаты от 42-х мусульманских общин, прошла в  отреставрированном здании мечети Кебир-Джами 12 июля 1994 года и легитимизировала сан муфтия Крыма.  
Сегодня Кебир-Джами является главной пятничной мечетью Крыма. Комплекс включает также в себя медресе и библиотеку крымских татар. Здесь расположены резиденция муфтия и Духовное управление мусульман Крыма.